# ローゼンバーグ事件

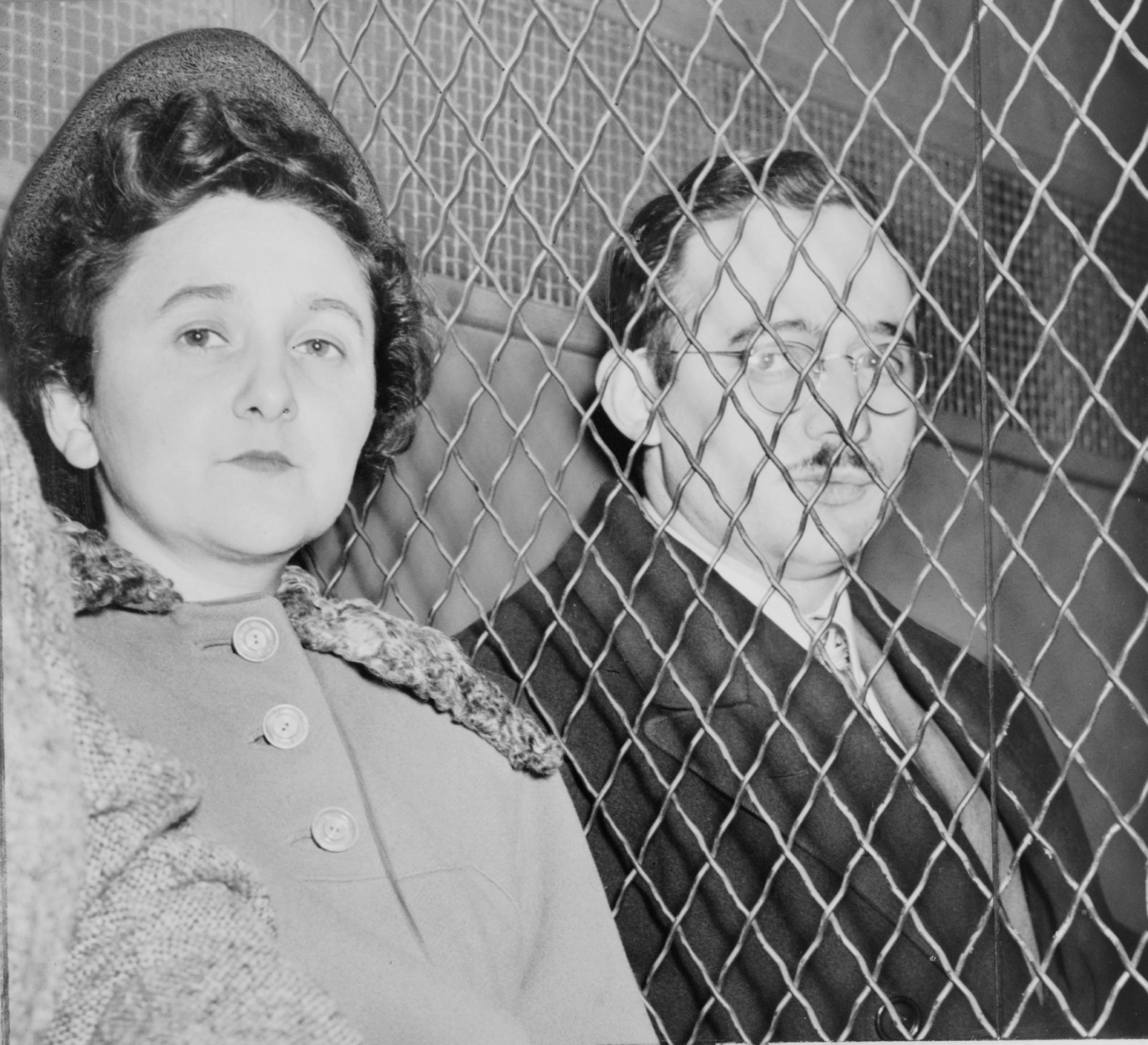
逮捕されたローゼンバーグ夫妻

ローゼンバーグ事件（ローゼンバーグじけん）は、ドイツ出身の核科学者のクラウス・フックスがスパイ容疑で逮捕されたのが発端となって、冷戦下の1950年にアメリカで発覚した、ソビエト連邦によるスパイ事件。
当時は西側諸国でも共産主義を支持する活動家やメディアを中心に「冤罪である」として、アメリカ政府やスパイであることを認めるマスコミに対する批判に使われていたが、冷戦後明らかになったヴェノナ文書で、ローゼンバーグ夫妻が実際にスパイ活動をおこなっていたことが明らかになった。

## 概要

### 逮捕

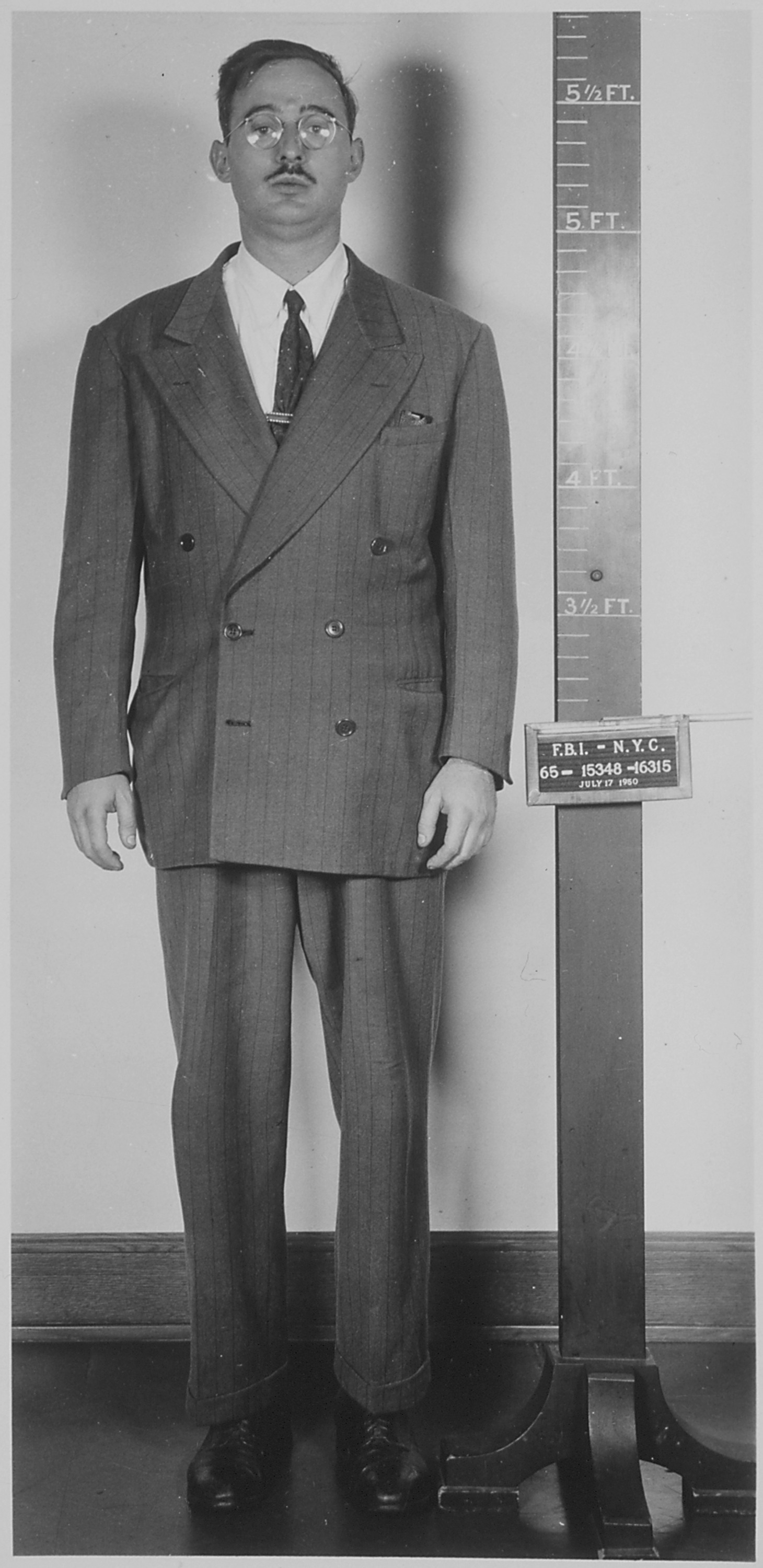
ジュリアス・ローゼンバーグ

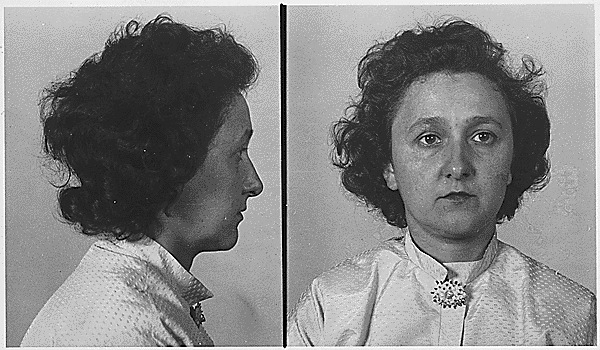
エセル・グリーングラス・ローゼンバーグ

第二次世界大戦後の冷戦中の1950年に、アメリカのユダヤ人夫妻ジュリアス・ローゼンバーグとエセル・グリーングラス・ローゼンバーグ (en) は、エセルの実弟で第二次世界大戦中はロスアラモスの原爆工場に勤務していたソ連のスパイであるデイヴィッド・グリーングラスから原爆製造などの機密情報を受け取り、それをソ連に提供した容疑でFBIに逮捕された。
また、このほかクラウス・フックス、ジェームズ・チャドウィック、ブルーノ・ポンテコルボなどがマンハッタン計画に入り込んだスパイとして逮捕されており、戦後にその残党の一部はシカゴに拠点を移したといわれる。ポンテコルボはエンリコ・フェルミの元教え子であり、戦後のシカゴ大学には原子力関係施設としてフェルミ国立加速器研究所や産学連携の先駆けであるアルゴンヌ国立研究所ができた。日本の原子力技術は黎明期よりアルゴンヌ研究所から移転されている。

### 死刑判決
逮捕当時、公式に「証拠」とされるものはグリーングラスの自白のみだった。ローゼンバーグ夫妻は裁判で無実を主張したが、1951年4月5日に死刑判決を受けた。アメリカ政府は「この死刑判決が重すぎる」とする『ガーディアン』紙などの世界のメディアや、ソ連からの資金援助を受けたアメリカやイギリス、フランスや日本などの左翼活動家などによって厳しく批判されたほか、夫妻に同情した支援者やそれを支援したソ連の情報部門によって、西側諸国を中心に再審要求・助命運動が行われた。
ローゼンバーグ夫妻の冤罪を訴えた左翼活動家や反米活動家、そのシンパの著名人としては、ジャン＝ポール・サルトル、ジャン・コクトー、ルイ・アラゴン、アルベルト・アインシュタイン、ロバート・オッペンハイマー、ハロルド・ユーリー、ネルソン・オルグレン、ベルトルト・ブレヒト、ダシール・ハメット、フリーダ・カーロ、ディエゴ・リベラ、パブロ・ピカソ、フリッツ・ラング、ピウス12世やフランス大統領ヴァンサン・オリオールがいた。
しかし、弟のデイヴィッド・グリーングラス（en:David Greenglass）を反対尋問することで重要な証言を引き出し、ローゼンバーグ夫妻がソ連へのスパイ行為を行ったことを証明（スパイ活動が完全に立証されたのは夫のみであるが、妻も夫がスパイ行為を行っていたことが立証されたのみならず、自らも関与していた疑いがある）した。司法側からは「供述すれば死刑にはしない」との取引誘導もあったが、ローゼンバーグ夫妻は供述を拒否し続け、最終的に死刑が執行された。

### 死刑執行
司法長官室と刑務所間のホットラインが死刑執行まで繋がっており、この状況が刻々と報道されて全世界が注目し、興奮に沸いたが、ローゼンバーグ夫妻は1953年6月19日夜、ニューヨーク州シンシン刑務所において同じ電気椅子で、最初に夫ジュリアスが19時6分に、次に妻エセルが19時16分に、それぞれ処刑された。なお、連邦政府による女性死刑囚への死刑執行は、1927年から2021年までの間に3人のみだが、エセルはその中で最初に処刑された女性死刑囚である。
建国後初のスパイ容疑による民間人の処刑であった。この日は2人の14回目の結婚記念日の翌日だった。なお、弁護士への最後の手紙には「私たちはアメリカ・ファシズムの最初の犠牲者です」というような一言がしたためられていた。

### スパイの真実解明
冷戦体制が崩壊する1990年代前半までは、この事件は上記のように「マッカーシズムと反ユダヤ主義を背景にしたでっち上げである」、「冷戦下のアメリカにおける人権蹂躙の象徴」として、ソ連やソ連から支援を受けた作家や学者などを含む文化人やマスコミによって批判され、取り上げられてきた。
しかし、その一方で、西側に亡命したソ連国家保安委員会（KGB）のエージェント達から育成訓練の課程で「ローゼンバーグ夫妻の功績」が語られていたことを証言する者もいた。諜報組織の世界では夫妻がソ連のエージェントだったことは常識となっており、そこから来る情報から夫妻の立場は完全に潔白だとは言いがたい状況となっていた。
さらに、東西冷戦終結とソビエト連邦の崩壊後に、1995年まで行われていた旧ソ連の暗号を解読する「ベノナ計画」に対する機密が解除された事で、それまでのアメリカ内部のスパイと旧ソ連の連絡の内容の一部が公開され、ローゼンバーグ夫妻が実際にソ連のスパイであり、アメリカの軍事機密をソ連側に提供していたことが明らかになった。

## 事件後

### 「ベノナ計画」機密解除
上記のように、この事件そのものが「でっち上げである」とされ続けていた。しかし、冷戦崩壊後の1995年に「ベノナ計画」についての機密が解除されたことにより、裁判では明らかにされなかった証拠も明らかになり、夫婦共にソ連のスパイであったことが判明している。
妻エセルについては、弟夫婦をソビエトのスパイ組織に夫と共に勧誘している記述が存在するも、国家機密をソ連の工作員に手渡す行動を明確に示唆する記載はなく（だが、夫の行為を知っていたのは明らかである）、死刑となった罪状そのものには関与していなかった可能性も残っている。これに対して、エセルの弟のデイヴィッド・グリーングラスは、「自分の妻を庇うために法廷で偽証して、姉のエセルの罪を重くした」ことを2001年に告白した。なお、グリーングラスを通してジュリアスがソ連に伝えた情報の質については、より中枢に近い立場にいたフックスと比較するとかなり劣ったものであり、他にも複数いたソ連のエージェントの中では際だったものではなかった。
また、この事件の担当検事のロイ・コーンは、「判事への法廷外での働きかけを駆使し、なかば強引に夫妻の死刑判決を勝ち取った」ことを後に自伝で述べている。このように、妻エセルの有罪判決に対する疑問点が残る他、裁判自体には数多くの問題や誤りもあったものの、いずれにしても裁判から45年以上たった後に夫婦が実際にソ連のスパイであったことが公式に証明された。

### フルシチョフ回顧録
さらに、冷戦時にソ連の指導者だったニキータ・フルシチョフが失脚後に書いた回想録の中には、「ヨシフ・スターリンがローゼンバーグ夫妻の名前を挙げて『情報が役に立った』と述べていた」という記述がある。
回想記は、息子のセルゲイ・フルシチョフによって西側に持ち出され、1971年にアメリカのタイム・ライフ社により出版されたが、ローゼンバーグ夫妻に言及した部分は、フルシチョフ本人の政治的配慮により回想記からは削除され、この部分が公開されたのは冷戦終結直前の1989年になってからである。

## 一族のその後
- マイケル・ミアロポール（英語版）
長男。経済学教授。娘（夫妻の孫）のアイヴィ・ミアロポール（英語版）は映画監督。2004年に、ローゼンバーグ事件を扱ったドキュメンタリー映画「Heir to an Execution」をサンダンス映画祭に出品し話題となった。
- ロバート・ミアロポール（英語版）
次男。弁護士となる。のち、「獄に繋がれた左翼活動家の子供たち」のために「ローゼンバーグ児童基金」を、ソ連やソ連の援助を受けた組織の資金援助を受けてアメリカに設立。

## 文献
夫妻が獄中から幼い2人の息子たちに送った書簡は『愛は死をこえて』の題名で日本語訳されベストセラーとなり、当時ソ連やそれを支援する者のプロパガンダとしても機能することになった。
なお、擁護する立場の評伝にスパイであったことが確定する前に書かれた（つまり、本の内容に偽証がある）、レオン・クルチコフスキー『エセルとジュリアス ローゼンバーグ事件、最後の六時間』（中本信幸訳　未來社、1985年、ISBN 4624700503）がある。